# Črna štorklja
Črna štorklja (znanstveno ime Ciconia nigra) je velika ptica selivka iz družine štorkelj (Ciconiidae), ki gnezdi od Evrope preko vse severne Azije (razen skrajnega severa) do Tihega oceana in v južnem delu Afrike. Sorodna je beli štorklji, od katere se razlikuje po črni obarvanosti večine telesa.

## Opis
Je za spoznanje manjša od bele štorklje, z dolžino telesa od 90 do 105 cm in razponom kril 173 do 205 cm. Po večini telesa je poraščena s črnim perjem, ki se kovinsko lesketa, odvisno od kota zelenkasto, vijolično ali bakreno. Beli sta le trikotni bazi spodnjega dela kril, trebuh in spodnji del repa. Kljun, noge in koža okrog oči so živordeči. Mladiči imajo manj svetleče perje in sivozelene noge ter kljun.
Oglaša se z raskavimi klici, vendar jo je zaradi plašnosti izredno težko slišati.

## Življenjski prostor
Najraje gnezdi globoko v vlažnih, starih iglastih gozdovih, ki jih prepredajo reke in močvirja. Gnezdo si splete iz vej visoko od tal v krošnji. Prehranjuje se največ z žuželkami in dvoživkami, ki jih lovi v bližini vode.

## Razširjenost
Gnezdi v večjem delu Evrazije, kjer je podnebje zmerno; v Sloveniji gnezdi okrog 40 do 60 parov. Na Madžarskem, v Slovenskem Porabju tudi živijo pri Andovcih, pri Črni mlaki (tam v prekmurščini se imenuje črni štrk). Večina evropskih črnih štorkelj pozimi odleti v tropske predele Afrike, del pa se jih ustavi na sredozemskih oz. atlantskih obalah in porečju Nila. Izjema so črne štorklje, ki živijo na Iberskem polotoku, te ostanejo na istem območju vse leto. Prav tako ostanejo na istem območju vse leto štorklje, ki gnezdijo v južni Afriki.
Iz Evrope se črne štorklje selijo približno en mesec kasneje kot bele, vrnejo pa se maja. Ker se pri letenju zanašajo na termalne zračne tokove, ki nastanejo samo nad kopnim, morajo Sredozemsko morje prečkati preko ožin. Največ črnih štorkelj naenkrat je tako mogoče opaziti pri selitvi preko Bosporja. Drug pomemben prehod je Gibraltarska ožina, okoli 10 % črnih štorkelj pa Sredozemlje prečka na najožjem delu med Sicilijo in Tunizijo. Črne štorklje, ki živijo v srednji in vzhodni Aziji, prezimujejo v južni Aziji.